# Bajcaridris
Bajcaridris is een geslacht van mieren uit de onderfamilie van de Formicinae (Schubmieren).

## Soorten
- B. kraussii (Forel, 1895)
- B. menozzii (Santschi, 1923)
- B. theryi (Santschi, 1936)